# Підмош'є
Підмо́ш'є (рос. Подмошье) — присілок у складі Дмитровського міського округу Московської області, Росія.

## Історія
Присілок згадується під 1544 роком як вотчина Московського Вознесенського монастиря.

## Населення
Населення — 194 особи (2010; 214 у 2002).
Національний склад (станом на 2002 рік):
- росіяни — 99 %

## Пам'ятки архітектури
У присілку збереглася церква Святителя Миколая збудована у 1819 році.